# Basse Vouga

Localisation de la Basse Vouga

La Basse Vouga – en portugais : Baixo Vouga – est une des 30 sous-régions statistiques du Portugal.
Avec 11 autres sous-régions, elle forme la région Centre.

## Géographie
La Basse Vouga est limitrophe :
- au nord, du Grand Porto et de l'Entre Douro et Vouga,
- à l'est, du Dão-Lafões,
- au sud, du Bas Mondego.
- Elle dispose en outre d'une façade maritime, à l'ouest, sur l'océan Atlantique.

## Données diverses
- Superficie : 1 804 km2
- Population (2001) : 385 725 hab.
- Densité de population : 213,82 hab./km2

## Subdivisions
La Basse Vouga groupe onze municipalités (conselhos ou municípios, en portugais) :
- Águeda
- Albergaria-a-Velha
- Anadia
- Aveiro
- Estarreja
- Ílhavo
- Murtosa
- Oliveira do Bairro
- Ovar
- Sever do Vouga
- Vagos

1. 1 2  « Official Journal L 87/2023 », sur eur-lex.europa.eu (consulté le 13 janvier 2024)